# Erbach (Odenwald)
Erbach é um município da Alemanha, situado no distrito de Odenwaldkreis, no estado de Hesse. Tem 62,67 km² de área, e sua população em 2019 foi estimada em 13.697 habitantes.